# Elizabeth Kolbert
Elizabeth Kolbert (New York, 6 luglio 1961) è una scrittrice e giornalista statunitense.

## Biografia
Nata nel 1961 a New York, dopo la laurea a Yale, ha studiato all'Università di Amburgo grazie a una borsa di studio Fulbright.
Dopo aver lavorato per il Times e il Metro Matters, dal 1999 fa parte dello staff del New Yorker.
Giornalista specializzata in temi ambientali quali il cambiamento climatico, nel 2004 ha pubblicato il suo primo saggio, The prophet of love: and other tales of power and deceit e 11 anni dopo ha vinto il Premio Pulitzer per la saggistica con La sesta estinzione: una storia innaturale.

## Opere principali

### Saggi
- (EN) The Prophet of Love: And Other Tales of Power and Deceit, Houston, Bloomsbury USA, 2004, ISBN 1582344639.
- Cronache da una catastrofe : viaggio in un pianeta in pericolo: dal cambiamento climatico alla mutazione delle specie [Field Notes from a Catastrophe: Man, Nature, and Climate Change], traduzione di Daniela Conti, San Lazzaro di Savena, Nuovi mondi media, c2006, ISBN 88-89091-36-3.
- La sesta estinzione: una storia innaturale [The Sixth Extinction: An Unnatural History], traduzione di Cristiano Peddis, Vicenza, Neri Pozza, 2014, ISBN 978-88-545-0860-6.
- Sotto un cielo bianco. La natura del futuro [Under a White Sky], traduzione di Raffaella Vitangeli, Vicenza, Neri Pozza, 2022  [2021], ISBN 978-88-545-2107-0.
- Alfabeto per un pianeta da salvare [H Is for Hope: Climate Change from A to Z], traduzione di Scilla Forti, illustrazioni di Wesley Allsbrook, Vicenza, Neri Pozza, 2024  [2024], ISBN 978-88-545-3124-6.

## Premi e riconoscimenti
- Guggenheim Fellowship: 2010[5]
- Premio Heinz: 2010[6]
- Premio Pulitzer per la saggistica: 2015 vincitrice con La sesta estinzione: una storia innaturale